# Beat (음반)
《Beat》는 1982년 6월 18일, E.G. 레코드에서 발매된 영국의 프로그레시브 록 밴드 킹 크림슨의 아홉 번째 스튜디오 음반이다. 이 음반은 킹 크림슨 음반으로 아드리안 벨류, 토니 레빈, 빌 브루포드와 함께 공동 창업자 로버트 프립이 참여한 두 번째 음반이다. 이 음반은 킹 크림슨의 음반에서 이전 스튜디오 음반과 같은 밴드를 특징으로 하는 첫 번째 음반이다.

## 배경
《트라우저 프레스 레코드 가이드》에 따르면, 이 음반은 1950년대 비트 문학의 역사와 작품에서 영감을 얻었으며, 잭 케루악의 《길 위에서》 출판 25주년을 기념하였다. 또한, 벨류는 ""나는 바퀴다, 나는 바퀴다"라고 쓴 쪽지에 의해 자극을 받았다"고 주장하는데, 프립은 비트의 글이 벨류가 "케루악을 읽는 것"을 본 후 음반의 "가정적인 토대가 될 것"이라고 제안했다. 이 음반은 비트 세대의 저술을 몇 가지 언급하고 있다.
〈Sartori in Tangier〉는 《파리의 사토리》와 모로코의 탕헤르에서 따온 제목이다. 작가 폴 볼스는 비트와 함께 활동했으며, 그의 소설 《마지막 사랑》은 킹 크림슨의 이전 스튜디오 음반 《Discipline》의 수록곡 제목을 부분적으로 탕헤르를 배경으로 하고 있다. 볼스의 소설은 1995년 음반 《THRAK》의 수록곡 〈Walking on Air〉에서 더 많이 언급되었다.
비트 관련 글에 대한 명확한 언급은 아니지만, 밴드 내에서 유발한 드라마로 〈Requiem〉이 눈에 띈다. 그것은 프립의 1979년 투어의 프리퍼트로닉스 루프를 배경으로 한 즉흥 연주이다. 레빈과 브루포드가 리듬 트랙을 녹음한 후, 벨류는 기타 오버더빙을 추가로 녹음하기 위해 홀로 스튜디오로 돌아왔다. 프립도 나중에 같은 행동을 했고, 그룹이 다시 소집되자, 벨류는 프립에게 떠나라고 말했다. 프립은 눈에 띄게 화가 났지만 응낙하고 윔본에 있는 자신의 집으로 향했다. 브루포드는 지지 편지를 썼고 당시 매니저였던 패디 스핑크스는 프립과 전화통화를 했다. 그들은 가까스로 "모든 것을 다시 합쳤다"고 말했고, 벨류는 나중에 사과할 것이지만, 그 그룹은 해체되었고 1982년 투어까지 재결합하지 않았다.

## 발매 및 평가
| 평가 점수     | 평가 점수  |
| 출처          | 점수       |
| ------------- | ---------- |
| AllMusic      | [ 3 ]      |
| Rolling Stone | [ 4 ]      |
| Trouser Press | favourable |

1982년 6월 18일에 발매된 《Beat》는 영국 음반 차트에서 39위에 올랐다. 《트라우저 프레스》는 "연주자들이 자신들의 악기를 퓨전이나 아트 록과 비슷한 새로운 형태로 밀어 넣지만, 어느 것 보다도 수마일 이상, 그리고 말로 표현할 수 없을 정도"라고 썼다.
스티븐 윌슨과 로버트 프립의 새로운 5.1 서라운드 사운드 믹스는 2009년에 시작되어 2013년에 끝났으며, 2016년 10월에 독립형 CD/DVD 패키지와 《On (and off) The Road (1981–1984)》 박스 세트의 일부로 40주년 기념 시리즈를 위해 출시되었다.

## 곡 목록
작사는 마가렛 벨류의 〈Two Hands〉를 제외한 모두 아드리안 벨류가 맡았고, 작곡은 모두 로버트 프립, 벨류, 토니 레빈 그리고 빌 브루포드가 맡았다.
| #  | 제목                          | 재생 시간 |
| -- | ----------------------------- | --------- |
| 1. | 〈Neal and Jack and Me〉      | 4:22      |
| 2. | 〈Heartbeat〉                 | 3:54      |
| 3. | 〈Sartori in Tangier (기악)〉 | 3:34      |
| 4. | 〈Waiting Man〉               | 4:27      |

| #  | 제목               | 재생 시간 |
| -- | ------------------ | --------- |
| 5. | 〈Neurotica〉      | 4:48      |
| 6. | 〈Two Hands〉      | 3:23      |
| 7. | 〈The Howler〉     | 4:13      |
| 8. | 〈Requiem (기악)〉 | 6:48      |